# QQVGA
Quarter-QVGA (QQVGA) — стандарт дисплеїв з роздільністю 160×120 або 120×160 пікселів, що використовується в портативних пристроях. Така роздільність є чвертю QVGA, котра своєю чергою є чвертю VGA.
Може використовуватись також акронім qqVGA, аби вказати, що йдеться саме про «чверть», а не «чотири».